# Jason Statham
Jason Statham (* 26. červenec 1967 Shirebrook, Derbyshire, Spojené království) je britský herec, bývalý závodník ve skocích do vody a model proslavený filmy: Sbal prachy a vypadni, Kurýr, Zastav a nepřežiješ a Loupež po italsku. Též namluvil protagonistu FPS hry Sniper X With Jason Statham.
10. ledna 2016 oznámil po šestiletém vztahu zasnoubení s modelkou a herečkou Rosie Huntington-Whiteleyovou (*1987). V únoru 2017 pár oznámil, že čekají potomka a 24. června se narodil syn Jack Oscar. 2. února 2022 se jim narodila dcera Isabella James Statham.

## Filmografie

### Film
| Rok  | Název                                 | Role                              | Poznámky               |
| ---- | ------------------------------------- | --------------------------------- | ---------------------- |
| 1998 | Sbal prachy a vypadni                 | Bacon                             |                        |
| 2000 | Podfu(c)k                             | Turek                             |                        |
| 2000 | Turn It Up                            | Mr. B                             |                        |
| 2001 | Duchové Marsu                         | seržant Jericho Butler            |                        |
| 2001 | Jedinečný                             | agent MVA Evan Funsch             |                        |
| 2001 | Fotbal za mřížemi                     | Mnich                             |                        |
| 2002 | Kurýr                                 | Frank Martin                      |                        |
| 2003 | Loupež po italsku                     | Hezoun Rob                        |                        |
| 2004 | Collateral                            | Frank Martin                      | cameo                  |
| 2004 | Cellular                              | Ethan Greer                       |                        |
| 2005 | Kurýr 2                               | Frank Martin                      |                        |
| 2005 | Revolver                              | Jake Green                        |                        |
| 2005 | London                                | Bateman                           |                        |
| 2005 | Chaos                                 | detektiv Quentin Conners          |                        |
| 2006 | Růžový panter                         | Yves Gluant                       | neuveden v titulcích   |
| 2006 | Zastav a nepřežiješ                   | Chev Chelios                      |                        |
| 2007 | Boj                                   | agent FBI John Crawford           |                        |
| 2007 | Ve jménu krále                        | Farmer Daimon                     |                        |
| 2008 | Čistá práce                           | Terry Leather                     |                        |
| 2008 | Rallye smrti                          | Jensen Garner „Frankenstein“ Ames |                        |
| 2008 | Truth in 24                           | vypravěč                          | dokument               |
| 2008 | Kurýr 3                               | Frank Martin                      |                        |
| 2009 | Zastav a nepřežiješ 2 - Vysoké napětí | Chev Chelios                      |                        |
| 2010 | 13                                    | Jasper Bagges                     |                        |
| 2010 | Expendables: Postradatelní            | Lee Christmas                     |                        |
| 2011 | Mechanik zabiják                      | Arthur Bishop                     |                        |
| 2011 | Gnomeo & Julie                        | Tybalt                            | dabing                 |
| 2011 | Blesk                                 | detektiv seržant Tom Brant        |                        |
| 2011 | Elitní zabijáci                       | Danny Bryce                       |                        |
| 2012 | Le Mans - Každá vteřina se počítá     | vypravěč                          | dokument               |
| 2012 | Safe                                  | Luke Wright                       |                        |
| 2012 | Expendables: Postradatelní 2          | Lee Christmas                     |                        |
| 2013 | Parker                                | Parker                            |                        |
| 2013 | Rychle a zběsile 6                    | Deckard Shaw                      | cameo                  |
| 2013 | Crazy Joe                             | Joey Jones                        |                        |
| 2013 | Nevyřízený účet                       | Phil Broker                       |                        |
| 2014 | Expendables: Postradatelní 3          | Lee Christmas                     |                        |
| 2015 | Divoká karta                          | Nick Wild                         |                        |
| 2015 | Rychle a zběsile 7                    | Deckard Shaw                      |                        |
| 2015 | Špión                                 | Rick Ford                         |                        |
| 2016 | Mechanik zabiják: Vzkříšení           | Arthur Bishop                     |                        |
| 2017 | Rychle a zběsile 8                    | Deckard Shaw                      |                        |
| 2018 | MEG: Monstrum z hlubin                | Jonas Taylor                      |                        |
| 2019 | Rychle a zběsile: Hobbs a Shaw        | Deckard Shaw                      | podílel se na produkci |
| 2021 | Rozhněvaný muž                        | H                                 |                        |
| 2021 | Rychle a zběsile 9                    | Deckard Shaw                      |                        |
| 2023 | Operace Fortune: Ruse de guerre       | Orson Fortune                     | podílel se na produkci |
| 2023 | Meg 2: Příkop                         | Jonas Taylor                      |                        |
| 2023 | Rychle a zběsile 10                   | Deckard Shaw                      |                        |
| 2023 | Expend4bles: Postr4datelní            | Lee Christmas                     | podílel se na produkci |
| 2024 | Včelař                                | Adam Clay                         | podílel se na produkci |
| 2025 | Working Man                           | Levon Cade                        | podílel se na produkci |

### Videohry
| Rok  | Název                       | Role           | Poznámky    |
| ---- | --------------------------- | -------------- | ----------- |
| 2002 | Red Faction II              | Shrike         |             |
| 2003 | Call of Duty                | seržant Waters |             |
| 2015 | Sniper X with Jason Statham | vůdce týmu     | mobilní hra |
| 2024 | World of Tanks              | host           |             |